# Пули (археолошки локалитет)
Пули (ест. Pulli asula) археолошки је локалитет у западној Естонији уз десну обалу реке Парну, и представља најстарије познато људско насеље на територији ове државе. Најпознатије је насеље из периода Кундске културе. Налази се на око 2 километра од садашњег града Синдија, односно на око 14 километара од града Парнуа. Методом радиоактивног угљеника процењена је старост насеља на око 11.000 година, што значи да је само насеље основано негде на почетку 9. миленијума пре нове ере. Занимљиво је да се у време свог настанка насеље Пули налазило на обали Ришког залива, а данас је од обале удаљено око 14 километара. Археолози су на том локалитета пронашли остатке псећих зуба, што представља најстарији доказ о припитомљавању те животиње на том подручју. 
Археолози су на локалитету Пули до сада пронашли укупно 1.175 предмета мезолитске старости, највише делова алата направљеног од кремена (посебно врхове стрела). Пронађено је и неколико предмета направљених од животињских кости, попут удица за пецање рибе и комада накита. Узорци црног кремена пронађени на овом локалитету идентични су онима са подручја данашњег југа Литваније и севера Белорусије што вероватно указује на чињеницу да је становништво које је насељавало Пули на то подручје доселило из јужнијих крајева након повлачења леда током последњег леденог доба. 
Локалитет је откривен 1967. године приликом вађења песка на десној обали реке Парну, а археолошка истраживања локалитета трајала су у периоду 1968−1973. и 1975−1976. године. 